# Alessandra Amoroso (album)
Alessandra Amoroso è il quarto album in studio della cantante italiana Alessandra Amoroso nonché il primo ad essere cantato interamente in lingua spagnola, pubblicato dalla casa discografica Columbia della Sony Music il 18 settembre 2015 nei paesi dell'America Latina e in Spagna e il 23 ottobre 2015 in Argentina.

## Descrizione
L'album, registrato tra Miami e Los Angeles, è stato prodotto da Josè Luis Pagan e contiene una raccolta dei 12 maggiori successi della cantante tradotti in lingua spagnola.
Si tratta in particolare della maggior parte dei singoli pubblicati dalla cantante appartenenti ai primi tre album in studio, ad eccezione del brano La volta buona, che non è stato pubblicato come singolo. Il brano Sin una nube, traduzione di Senza nuvole, è cantato in duetto con il cantante Diego Torres.
Accanto a questi brani tradotti vi è anche uno inedito, Me siento sola, scritto appositamente in lingua spagnola da Mario Domm, componente del gruppo musicale dei Camila. Quest'ultimo non viene pubblicato in Italia ma solo nei paesi latini. Il brano è stato registrato a Los Angeles agli Speakeasy Studios e vede alla batteria la collaborazione di Matt Laug (Alice Cooper, Slash, Vasco Rossi) insieme agli ingegneri del suono Saverio Principini e Marco Sonzini.
L'album viene pubblicato il 18 settembre 2015 nei paesi dell'America Latina e in Spagna ed il 23 ottobre in Argentina ed è stato anticipato da due singoli in lingua spagnola: Grito y no Me Escuchas (versione tradotta del brano Urlo e non mi senti scritto da Kekko dei Modà, contenuta nell'album Il mondo in un secondo), pubblicato il 15 maggio 2015 e Me siento sola, cantato in duetto con Mario Domm (della band dei Camila), pubblicato il 31 luglio 2015. Este amor lo vale viene annunciato come terzo singolo ufficiale tratto dall'album e viene pubblicato ufficialmente il 22 gennaio 2016.
Nel mese di ottobre, Alessandra si imbarca in un tour promozionale che tocca molti paesi del Sud America, a partire da Porto Rico e anche negli USA, dove si esibisce per la prima volta live in tv. In novembre Alessandra torna in Sud America e continua il suo tour promozionale in Messico e Argentina, attraverso radio e tv.
Vi è anche la versione dell'album incisa con i singoli in lingua italiana che verrà distribuita nel secondo semestre del 2016 in Brasile.

## Tracce
1. Donde están los colores – 3:54 – versione spagnola di Dove sono i colori
2. Grito y no Me Escuchas – 3:28 (Francesco Silvestre) – versione spagnola di Urlo e non mi senti
3. Me siento sola (con Mario Domm) – 3:28
4. Este amor lo vale – 3:47 – versione spagnola di È vero che vuoi restare
5. Será por siempre ahora – 3:25 – versione spagnola di La volta buona
6. Sin una nube (con Diego Torres) – 3:45 – versione spagnola di Senza nuvole
7. Extraños – 4:09 – versione spagnola di Estranei a partire da ieri
8. Inmóviles – 3:22 – versione spagnola di Immobile
9. Ciao, amor mio – 3:25 – versione spagnola di Ciao
10. Estúpida – 3:36 – versione spagnola di Stupida
11. Una historia de amor – 3:51 – versione spagnola di La mia storia con te
12. No debes perderme – 3:20 – versione spagnola di Non devi perdermi
13. Mientes – 3:27 – versione spagnola di Niente

Bonus track per l'edizione argentina
1. Amore puro – 4:27
2. Bellezza, incanto e nostalgia – 3:59

## Crediti
Crediti da All Music Italia.
- Alessandra Amoroso  – voce
- Luca Angelosanti  – compositore
- Biagio Antonacci – compositore
- Daniela Boccadoro – project graphics
- Diego Calvetti – compositore
- Federica Camba – compositore
- Fabio Campedelli – compositore
- Patricia Casella – viola
- Maria Eugenia Castro – violoncello
- Marco Ciappelli – compositore
- Daniele Coro – compositore
- Carlos Cosattini – violino
- Gustavo "Pichón" Dal Pont – ingegnere del suono
- Isabel de Jesús – A&R
- Mario Domm  – compositore, voce aggiuntiva (traccia 3)
- Guillermo Ferreiro – violino
- Carolina Folger  – viola
- Alex Gallardo – A&R
- Manny Galvez – assistente ingegnere del suono
- Cecilia Isas – violino
- Matt Laug  – percussioni
- Demir Lulja  – direttore, violino
- Valeria Matsuda – violino
- Mariela Meza  – viola
- Juri Nakamura – violino
- Marcela Olivieri – violino
- José Luis Pagán – arrangiamento, basso, ingegnere del suono, chitarra, tastiere, mix, direzione musicale, produzione, produttore vocale
- Alessio Pizzicannella  – fotografia
- Saverio Principini – ingegnere del suono
- Daniel Restrepo – coordinatore artistico
- Francesco Silvestre – compositore
- Marco Sonzini – ingegnere del suono
- Diego Torres – voce aggiuntiva (traccia 6)
- Mónica Vélez– compositore
- Patricio Villarejo – violoncello
- Enrico Zapparoli – compositore

## Classifiche
| Classifica (2015) | Posizione massima |
| ----------------- | ----------------- |
| Spagna            | 31                |